# 관계적 양자 역학
관계적 양자 역학(영어: Relational quantum mechanics, RQM)은 양자 계의 상태가 관찰자에 따라 다르다고 하는 양자역학의 해석이다. 즉, 상태는 관찰자와 계 사이의 관계이다. 이 해석은 1994년 초고에서 카를로 로벨리에 의해 처음 묘사되었으며 이후 많은 이론가들에 의해 확장되었다. 관찰의 세부 사항은 관찰자의 기준틀에 따라 달라지고 양자 정보에 대한 휠러의 몇 가지 아이디어를 사용한다는 특수 상대성이론의 핵심 아이디어에서 영감을 받았다.
이 이론의 물리적 내용은 물리적 대상 자체와는 무관하고 물리적 대상들 사이의 관계와 관련있다. 로벨리는 다음과 같이 말한다:
| “ | 양자 역학은 다른 계와 관련된 물리적 계의 물리적 설명에 대한 이론이며 이것은 세계에 대한 완전한 설명이다. | ” |

관계적 양자 역학의 기본 아이디어는 서로 다른 관찰자가 동일한 계에 대해 서로 다른 정확한 설명을 할 수 있다는 것이다. 예를 들어, 한 관찰자에게 계는 단일 "붕괴된" 고유 상태에 있다. 반면에, 두 번째 관찰자에게는 동일한 계가 둘 이상의 상태가 중첩되어 있고 첫 번째 관찰자는 둘 이상의 상태가 상관 중첩되어 있다. 관계적 양자 역학은 "상태"라는 개념이 항상 일부 관찰자와 관련되어 있기 때문에 이것이 세계의 완전한 그림이라고 주장한다. 특권을 가진 "실제" 기준계는 없다. 기존 양자 역학의 상태 벡터는 관찰된 계와 관련하여 관찰자의 일부 자유도의 상관 관계에 대한 설명이 된다. "관찰자"와 "관찰된"이라는 용어는 미시 규모이든 거시 규모이든 상관 없이 임의의 계에 적용된다. 고전적 극한은 상관 관계가 아주 높은 부분 계의 집계 계의 결과이다. 따라서 "측정 사건"은 두 계가 서로에 대해 어느 정도 상관 관계가 되는 일반적인 물리적 상호 작용으로 설명된다.
관계적 해석의 지지자들은 이 접근 방식이 양자 역학의 전통적인 해석 어려움 중 일부를 해결한다고 주장한다. 전역적으로 특별한 상태에 대한 선입견을 포기함으로써 측정 문제와 국소적 현실주의를 둘러싼 문제가 해결된다.
2020년에 카를로 로벨리는 그의 유명 저서 "Helgoland"에서 관계 해석의 주요 아이디어에 대한 설명을 발표했으며, 이 책은 2021년 Helgoland: Making Sense of the Quantum Revolution으로 영어 번역으로 출판되었다.

## 역사와 발전
관계적 양자 역학은 양자역학의 해석에 의해 제기된 난관과 특수 상대성이론의 발전 이전의 로런츠 변환으로 인한 난관을 비교함으로써 생겨났다. 로벨리는 로런츠 방정식의 사전 상대론적 해석이 관찰자 독립적인 시간이 존재한다는 잘못된 가정으로 인해 복잡해진 것과 마찬가지로 유사하게 잘못된 가정이 양자 형식론을 이해하려는 시도를 좌절시킨다고 제안했다. 관계형 양자 역학에서 거부된 가정은 관찰자 독립적인 계 상태의 존재이다.
이 아이디어는 양자 우주론에 개념을 적용한 리 스몰린과 루이스 크레인에 의해 확장되었으며 해석은 EPR 역설에 적용되어 양자 간의 평화로운 공존뿐만 아니라 역학 및 특수 상대성 이론이지만 현실에 완전히 국소적인 특성을 공식적으로 나타낸다.

## 관찰자와 피관찰자의 문제
이 문제는 처음에 에버렛 3세의 논문 The Theory of the Universal Wavefunction에서 자세히 논의되었다. 양자 계 {\displaystyle S}의 상태를 측정하는 관찰자 {\displaystyle O}를 고려하자. 우리는 다음을 가정한다: {\displaystyle O}가 계에 대한 완전한 정보를 가지고 있으며 {\displaystyle O}가 그 계를 설명하는 파동 함수 {\displaystyle |\psi \rangle }를 쓸 수 있다. 동시에 {\displaystyle O}-{\displaystyle S} 계 전체의 상태에 관심이 있는 또 다른 관찰자 {\displaystyle O'}가 있다. 그리고 {\displaystyle O'}도 마찬가지로 완전한 정보를 가지고 있다.
이 계를 형식적으로 분석하기 위해, 힐베르트 공간 {\displaystyle H_{S}}의 켓 벡터 {\displaystyle |{\uparrow }\rangle }와 {\displaystyle |\downarrow \rangle }로 나타낼 두 상태 중 하나를 취할 수 있는 계 {\displaystyle S}를 고려한다. 이제 관찰자 {\displaystyle O}는 이 계에서 측정하고자 한다. 이 관찰자는 시각 {\displaystyle t_{1}}에 이 계를
{\displaystyle |\psi \rangle =\alpha |{\uparrow }\rangle +\beta |{\downarrow }\rangle }{\displaystyle |\psi \rangle =\alpha |{\uparrow }\rangle +\beta |{\downarrow }\rangle }
과 같이 특정할 수 있다. 여기서 {\displaystyle |\alpha |^{2}}, {\displaystyle |\beta |^{2}}는 계가 각 상태로 발견될 확률이며, 더하면 1이 된다. 여기서 우리의 목적을 위해 단일 실험에서 결과가 고유 상태 {\displaystyle |{\uparrow }\rangle }라고 가정할 수 있다. (그러나 이것은 필요한 부분만 약간 수정하여 전체적으로 {\displaystyle |{\downarrow }\rangle }로 대체될 수 있다.) 그래서, 이 실험에서 관찰자 {\displaystyle O}가 관찰하는 사건의 순서를 다음과 같이 나타낼 수 있다:
{\displaystyle {\begin{matrix}t_{1}&\rightarrow &t_{2}\\\alpha |{\uparrow }\rangle +\beta |{\downarrow }\rangle &\rightarrow &|{\uparrow }\rangle .\end{matrix}}}
이것이 관찰자 {\displaystyle O}가 본 측정 사건에 대한 설명이다. 한편, 모든 측정은 둘 이상의 계 사이의 물리적 상호 작용이기도 하다. 따라서, 두 계를 나타내는 각각의 힐베르트 공간 {\displaystyle H_{O}}와 {\displaystyle H_{S}}의 텐서곱 공간 {\displaystyle H_{S}\otimes H_{O}}을 고려할 수 있다. 여기서 {\displaystyle H_{O}}는 {\displaystyle O}가 설명하는 상태 벡터가 속한 힐베르트 공간이다. {\displaystyle O}의 초기 상태가 {\displaystyle |{\text{init}}\rangle }이면, {\displaystyle O}에서 자유도 일부는 {\displaystyle S}의 상태와 상관 관계를 갖게 된다. 측정 후, 이 상관 관계는 두 값 {\displaystyle |O_{\uparrow }\rangle } 또는 {\displaystyle |O_{\downarrow }\rangle } 중 하나를 취할 수 있다. 여기서 첨자의 화살표 방향은 {\displaystyle O}가 {\displaystyle S}에서 행한 측정 결과에 해당한다. 이제 결합된 계 {\displaystyle S+O}를 묘사하지만 계와 상호 작용하지 않는 다른 관찰자 {\displaystyle O'}의 측정 사건 설명을 고려하면 다음은 양자 역학의 수학적 형식화의 선형성에 따라 {\displaystyle O'}에 의한 측정 사건의 설명을 제공한다:
{\displaystyle {\begin{matrix}t_{1}&\rightarrow &t_{2}\\\left(\alpha |{\uparrow }\rangle +\beta |{\downarrow }\rangle \right)\otimes |{\text{init}}\rangle &\rightarrow &\alpha |{\uparrow }\rangle \otimes |O_{\uparrow }\rangle +\beta |{\downarrow }\rangle \otimes |O_{\downarrow }\rangle .\end{matrix}}}
따라서, 양자역학이 완전하다는 가설(아래의 가설 2 참조)에서 두 관찰자 {\displaystyle O}, {\displaystyle O'}는 {\displaystyle t_{1}\rightarrow t_{2}} 사건에 대해 다르지만 정확한 두 설명을 한다.
위의 시나리오는 양자 이론에 대한 다양한 해석을 이해할 때 주요한 예가 되는 위그너의 친구 사고 실험과 직접 연결되어 있다.

## 중심 원칙들

### 상태의 관찰자 의존성
{\displaystyle O}에 따르면, 시각 {\displaystyle t_{2}}에서 계 {\displaystyle S}는 결정된 상태, 즉 위 스핀 상태이다. 그리고 양자역학이 완전하다면 이 설명도 마찬가지이다. 그러나 {\displaystyle O'}에게 {\displaystyle S}가 유일하게 결정되지는 않지만, 오히려 {\displaystyle O}의 상태와 얽혀 있다.  – {\displaystyle t_{2}}에서 이 상황에 대한 그의 설명은 어떤 기저를 선택하든 상관없이 분해 할 수 없음을 주목하라. 그러나 양자역학이 완전하다면, {\displaystyle O'}의 설명 또한 완전하다.
따라서 표준적인 양자역학의 수학 공식화는 서로 다른 관찰자가 동일한 일련의 사건에 대해 서로 다른 설명을 제공할 수 있도록 한다. 이렇게 인지된 어려움을 극복하는 방법에는 여러 가지가 있다. 이는 인식적 한계라고도 할 수 있다. – 계에 대한 완전한 지식을 가진 관찰자는 상황에 대해 완전하고 동등한 설명을 제공할 수 있지만 이러한 지식을 얻는 것은 불가능하다. 하지만 누가 무엇이 {\displaystyle O}의 설명을 {\displaystyle O'}의 설명 보다 낫게 만들거나 또는 그 반대로 만드는가? 대신에, 양자역학은 완전한 이론이 아니며, 더 많은 구조를 추가함으로써 보편적인 설명에 도달할 수 있다고 주장할 수 있다(문제가 있는 숨은 변수 이론 접근 방식). 또 다른 선택지는, 특정 관찰자 또는 관찰자 유형에 선호 되는 지위를 부여하고 그 관찰자의 설명만 정확하다고 주장하는 것이다. 이것은 임시방편이라는 단점이 있는데, 이런 초월적 관찰자("전 우주에 대한 모든 관찰자가 가능한 모든 관찰 집합을 관찰할 수 있는 사람")로 선택되기 위한 명확하게 정의되거나 물리적으로 직관적인 기준이 없기 때문이다.
그러나 관계적 양자 역학은 이 문제점을 그대로 받아들인다. 로벨리는 양자역학을 우리가 세계에 대해 가질 수 있는 이전의 가정에 맞추기 위해 수정하려고 시도하는 대신, 우리가 가진 최상의 물리 역학 이론에 부합하도록 세계관을 수정해야 한다고 말한다. 절대적 동시성 개념을 버리는 것이 로렌츠 변환의 해석과 관련된 문제를 해결하는 데 도움이 된 것처럼, 계의 상태가 관찰자에 따라 달라지는 것으로 가정한다면 양자 역학과 관련된 많은 수수께끼가 해소된다. 이 통찰력은 이 해석을 알리는 두 가지 주요 가설에서 논리적으로 따른다.
- 가설 1 : 계들의 동등성. 양자 계와 거시 계 사이에 선험적인 구별은 없다. 모든 계는 기본적으로 양자 계이다.
- 가설 2 : 양자역학의 완전성. 현재의 실험적 증거에 비추어 볼 때, 양자역학에 적절하게 추가될 수 있는 숨겨진 변수나 기타 요인은 없다.

따라서 상태가 관찰자에 따라 다르다면, 계에 대한 설명은 상대성 이론에서 계의 묘사와 같이 "계 {\displaystyle S}는 관찰자 {\displaystyle O}를 기준으로 상태 {\displaystyle x}에 있다." 또는 이와 유사한 구성을 따를 것이다. 관계적 양자 역학에서는, 어떠한 계에 대해서도 절대적이고 관찰자 독립적인 상태를 언급하는 것이 의미가 없다.

### 정보 및 상관관계
일반적으로 모든 양자 역학 측정은 예/아니오 질문이나 1 또는 0인 비트로 귀결될 수 있다는 것이 잘 확립되어 있다. 관계적 양자 역학은 클로드 섀넌이 개발한 정보의 물리적 개념으로 양자 계의 상태(주어진 관찰자에 대해!)를 공식화하기 위해 이 사실을 이용한다. 예/아니오 질문은 하나의 정보로 설명될 수 있다. 이것은 관계적 양자 역학의 "질문"이 일반적인 이진 변수인 반면 큐비트는 값의 중첩에 있을 수 있기 때문에 양자 정보 이론의 큐비트 개념과 혼동해서는 안 된다.
모든 양자 측정은 기본적으로 측정 중인 계와 어떤 형태를 가진 측정 장치 사이의 물리적 상호 작용이다. 이를 확장하여, 관계적 양자 역학의 가설 1에 따라 모든 계가 양자 계로 표시되므로, 모든 물리적 상호 작용은 양자 측정의 한 형태로 볼 수 있다. 물리적 상호 작용은 계와 관찰자 사이의 상관 관계를 설정하는 것으로 간주되며 이 상관 관계는 양자 형식에 의해 설명되고 예측되는 것이다.
그러나 로벨리는 이러한 형태의 상관 관계가 섀넌의 이론에서 정보의 정의와 정확히 동일하다고 지적한다. 특히, 계 {\displaystyle S}를 관찰하는 관찰자 {\displaystyle O}는 측정 후 {\displaystyle S}의 자유도와 상관 관계가 있는 일부 자유도를 갖게 된다. 이 상관 관계의 양은 {\displaystyle \log _{2}k} 비트로 제공되며, 여기서 {\displaystyle k}는 이 상관 관계가 취할 수 있는 가능한 값의 수(거기에 있는 "선택"의 수)이다.

### 모든 계는 양자 계다
모든 물리적 상호 작용은 근본적으로 양자 상호 작용이며 궁극적으로 동일한 규칙에 의해 관리되어야 한다. 따라서 두 입자 간의 상호 작용은 관계적 양자 역학에서 입자와 일부 "장치"의 상호 작용과 근본적으로 다르지 않다. 일부 해석에서 주장하는 의미에서 진정한 파동 함수 붕괴는 없다.
"상태"는 관계적 양자 역학에서 두 계 사이의 상관 관계로 표현되기 때문에 "자기 측정"은 의미가 없다. 관찰자 {\displaystyle O}가 계 {\displaystyle S}를 측정하면, {\displaystyle S}의 "상태"는 {\displaystyle O}와 {\displaystyle S}의 상관 관계로 표현된다. {\displaystyle O} 자신의 "상태"는 다른 관찰자 {\displaystyle O'}와 관련해서만 정의되기 때문에 자신은 자신의 "상태"에 대해 아무 말도 할 수 없다. 만약 {\displaystyle S+O} 복합 계가 다른 계와 상호 작용하지 않으면, {\displaystyle O'}와 관련하여 명확하게 정의된 상태를 갖게 된다. 그러나, {\displaystyle S}에 대한 {\displaystyle O}의 측정이 {\displaystyle O}에 대한 유니터리 진화를 깨뜨리기 때문에. {\displaystyle O}는 {\displaystyle S+O} 계에 대한 완전한 설명을 제공할 수 없다.(자신의 행동이 아닌 {\displaystyle S}와 자신 사이의 상관관계에 대해서만 말할 수 있기 때문에). 따라서,  오직 추가적인 외부 관찰자만 계{\displaystyle (S+O)+O'}에 대한 완전한 설명을 할 수 있다.
위에서 논의한 모델 계를 취하고, {\displaystyle O'}가 계 {\displaystyle S+O}에 대한 전체 정보를 가지고 있다면, 그것은 상호작용 해밀토니안 포함해서 {\displaystyle S}, {\displaystyle O} 둘 다의 해밀토니안들을 알게 될 것이다. 따라서 계는 {\displaystyle O'}에 대해 완전히 유니터리하게(어떠한 형태의 붕괴도 없이) 진화할 것이다. {\displaystyle O}가 계 {\displaystyle S}를 측정 할 때, {\displaystyle O}가 "붕괴"를 인식할 유일한 이유는 {\displaystyle O}가 그 계에 대한 불완전한 정보만을 가지고 있기 때문이다.(구체적으로, {\displaystyle O}는 자신의 해밀토니안과 측정을 위한 상호작용 해밀토니안을 모른다.)

## 결과 및 영향

### 결맞음
위의 계에서 {\displaystyle O'}는 {\displaystyle O}의 상태가 {\displaystyle S}의 상태를 정확하게 반영하는지 여부를 확인하고 싶을 수 있다. 우리는 {\displaystyle O'}를 위해 다음과 같이 작용하는 연산자 {\displaystyle M}을 고려할 수 있다:
{\displaystyle M\left(|{\uparrow }\rangle \otimes |O_{\uparrow }\rangle \right)=|{\uparrow }\rangle \otimes |O_{\uparrow }\rangle }
{\displaystyle M\left(|{\uparrow }\rangle \otimes |O_{\downarrow }\rangle \right)=0}
{\displaystyle M\left(|{\downarrow }\rangle \otimes |O_{\uparrow }\rangle \right)=0}
{\displaystyle M\left(|{\downarrow }\rangle \otimes |O_{\downarrow }\rangle \right)=|{\downarrow }\rangle \otimes |O_{\downarrow }\rangle }
고유값이 1이면 {\displaystyle O}가 실제로 {\displaystyle S}의 상태를 정확하게 반영함을 의미한다. 따라서, {\displaystyle S}가 {\displaystyle |{\downarrow }\rangle } 상태에 있는 것이 사실이라면, {\displaystyle O}가 {\displaystyle S}의 상태를 {\displaystyle |{\uparrow }\rangle }로 반영할 확률은 0이다. 이것은, 시각 {\displaystyle t_{2}}에, {\displaystyle O'}는 {\displaystyle S+O} 계가 {\displaystyle M}의 고유 상태들 중 하나에 있다고 확실하게 예측할 수 있음을 함의한다. 그러나 {\displaystyle O'} 그 자체가 {\displaystyle S+O} 계와 상호작용하지 않는 한, {\displaystyle S+O}가 정확히 어떤 고유 상태에 있는지 말할 수는 없다.
측정의 특정 결과에 대한 두 관찰자 간의 비교를 고려할 때 명백한 역설이 발생한다. 위의 "관찰되는 관찰자" 절의 문제에서 두 실험이 결과를 비교하려고 한다고 상상해 보자. 관찰자 {\displaystyle O'}가 {\displaystyle S}와 {\displaystyle O}둘 다의 완전한 해밀토니안을 가지고 있으면 {\displaystyle O'}는 특정 시각  {\displaystyle t_{2}}에 {\displaystyle O}가 {\displaystyle S}의 스핀에 대한 확실한 결과를 가지고 있다고 확실하게 말할 수 있을 것이지만, 상호 작용이 없이  {\displaystyle O}의 결과가 무엇인지 말할 수 없고, 따라서 복합 계의 유니타리 진화를 깨뜨린다(그는 자신의 해밀토니안을 모르기 때문이다). 내일 날씨가 어쨌든 날씨라고 할만한 어떤 상태일 것은 모두가 알고 있지만, 내일 날씨가 정확히 어떤 것인지는 아무도 모른다.
그런데 {\displaystyle O'}가 {\displaystyle S}의 스핀을 측정하고 스핀 다운이 있는 것으로 확인된다고 상상해보자.(그리고 위의 분석에서 이것이 발생하는 것을 배제하는 것은 없음에 유의하라). {\displaystyle O'}가 {\displaystyle O}에게 이야기하고 그들의 실험 결과를 비교하면 어떻게 되는가? {\displaystyle O}는 입자에 대한 스핀 업을 측정했다고 기억될 것이다. 이것은 역설적으로 보일 것이다: 두 관찰자는 확실히 서로 다른 결과가 있음을 깨닫게 될 것이다.
그러나 이 명백한 역설은 질문의 틀을 잘못 잡은 결과로만 발생한다. 우리가 세계의 "절대적" 또는 "진정한" 상태를 전제하는 한 이것은 실제로 관계 해석에 극복할 수 없는 장애물을 제시할 것이다. 그러나 완전한 관계적 양자 역학 맥락에서는 문제가 일관성 있게 표현될 수 있는 방법조차 없다. 위에서 정의한 "M-연산자"에 의해 예시된 양자 형식주의에 내재된 일관성은 기록들 사이에 모순이 없음을 보장한다. {\displaystyle O'}가 복합 계  {\displaystyle S+O} 또는 개별 {\displaystyle O}, {\displaystyle S} 중 무엇을 측정하기로 선택하든지 {\displaystyle O'}와 그 사이의 상호 작용은 물리적 상호 작용-양자 상호 작용-이 될 것이므로, 일관성을 보장하는 유사한 "M-연산자"를 가질 추가 관찰자 {\displaystyle O''}만이 이에 대한 완전한 설명을 할 수 있다. 즉, 위에서 설명한 것과 같은 상황은, 양자 역학의 물리적 내용이 관계만을 참조하는 한, 물리적 관측을 위반할 수 없다.

### 관계적 연결망
관계적 양자 역학의 흥미로운 의미는 물질 계 사이의 상호 작용이 특수 상대성 이론에 의해 규정된 제약 조건 내에서만, 즉 계의 빛원뿔 교차점 내에서만 발생할 수 있다는 점을 고려할 때 발생한다. 상대성 이론은 객체가 다른 객체에 대해서만 위치를 갖는다고 알려준다. 이를 확장하여, 관계적  연결망은 계들의 집합의 성질을 기반으로 구축될 수 있으며, 이는 어떤 계가 다른 계와 관련된 성질을 갖는지, 그리고 언제(성질은 유니터리 진화가 특정 관찰자에 대해 깨진 후에는 그 관찰자와 관련하여 더 이상 잘 정의되지 않기 때문에)를 결정한다. 모든 상호 작용이 국소적 이라는 가정(아래에 제시된 EPR 역설의 분석에 의해 뒷받침됨)에서 "상태"와 시공간 인접성이라는 개념은 동전의 양면과 같다고 말할 수 있다: 시공간 위치가 상호 작용의 가능성을 결정한다. 그러나 상호작용은 시공간 구조를 결정한다. 그러나 이 관계의 전체 범위는 아직 완전히 탐색되지 않았다.

### 관계적 양자 역학 및 양자 우주론
우주는 국소적 관찰자와 직접 또는 간접적으로 상호 작용할 가능성이 있는 존재하는 모든 것의 총합이다. 우주 외부의 (물리적) 관찰자는 게이지 불변성을 물리적으로 깨뜨리고 현재 정립된 게이지 불변 이론의 수학적 구조를 다른 수학적 구조로 변경 할 것을 요구할 것이다.
마찬가지로 관계적 양자 역학은 개념적으로 외부 관찰자의 가능성을 금지한다. 양자 상태의 할당에는 적어도 두 개의 "객체"(계 및 관찰자)가 필요하며 둘 다 물리적 계이어야 하므로 전체 우주의 "상태"를 말하는 것은 의미가 없다. 이것은 이 상태가 우주와 다른 물리적 관찰자 사이의 상관 관계에 기인해야 하지만 이 관찰자는 차례로 우주의 일부를 형성해야 하기 때문이다. 위에서 논의한 것처럼 물리 개체가 자체에 대한 완전한 정보을 포함하는 것은 불가능하다. 위의 관계 네트워크 개념에 따라 관계적 양자 역학 지향 우주론은 우주를 서로에 대한 설명을 제공하는 일련의 부분 계들로 설명해야 한다. 그러한 구성의 정확한 특성은 아직 미해결 문제로 남아 있다.

## 다른 해석들과의 관계
관계적 양자 역학이 거의 완전히 양립할 수 없는 양자 역학의 유일한 해석 군은 숨겨진 변수 이론의 해석이다. 관계적 양자 역학은 다른 견해와 몇 가지 깊은 유사점을 공유하지만 다른 해석이 관계적 양자 역학이 제시한 "관계적 세계"와 일치하지 않는다는 점에서 모든 관점과 다르다.

### 코펜하겐 해석
관계적 양자 역학은 본질적으로 코펜하겐 해석과 아주 유사하지만 중요한 차이점이 있다. 코펜하겐 해석에서 거시적 세계는 본질적으로 고전적이라고 가정하고 양자 계가 거시적 장치와 상호 작용할 때 파동 함수 붕괴가 발생한다. 관계적 양자 역학에서는 미시적이든 거시적이든 모든 상호 작용으로 인해 슈뢰딩거 진화의 선형성이 무너진다. 관계적 양자 역학은 고전 세계에 특권적 지위(상대성 이론에서 선호하는 기준틀에 해당)를 할당함으로써 코펜하겐과 같은 세계관을 회복할 수 있다. 그러나 이렇게 하면 관계적 양자 역학이 양자 세계에 대한 우리의 관점에 제공하는 주요 기능을 놓치게 된다.

### 숨은 변수 이론들
양자역학에 대한 봄 해석은 관계적 양자 역학과 잘 맞지 않는다. 관계적 양자 역학의 구성에서 명시적인 가설 중 하나는 양자역학이 완전한 이론이라는 가설, 즉 세계에 대한 완전한 설명을 제공한다는 가설이다. 더욱이, 봄의 관점은 관계적 양자 역학의 결과로 배제되는 모든 계의 근본적인 "절대적인" 상태 집합을 의미하는 것 같다.
우리는 관계적 양자 역학과 펜로즈의 제안과 같은 제안들 사이에서 유사한 비호환성을 발견했다. 이는 일부 과정(펜로즈의 경우 중력 효과)이 계에 대한 슈뢰딩거 방정식의 선형 진화를 위반한다고 가정한다.

### 상대적 상태 공식화
다세계 해석 계열은 관계적 양자 역학과 중요한 기능, 즉 모든 값 할당(즉, 속성)의 관계적 특성을 공유한다. 그러나 에버렛은 전 우주적 파동함수가 전체 우주에 대한 완전한 설명을 제공한다고 주장하는 반면, 로벨리는 이 설명이 특정 관찰자와 연결되지 않았기 때문에(따라서 관계적 양자 역학에서 "무의미"하기 때문에) 이것이 문제가 있다고 주장한다. 관계적 양자 역학은 우주 전체에 대한 단일하고 절대적인 설명이 아니라 상호 관련된 부분 설명의 그물망이라고 주장한다.

### 정합적 역사 접근
양자역학에 대한 정합적 역사 해석 접근에서는 주어진 계의 단일 값에 확률을 할당하는 대신 일관성 없는 확률을 초래하는 모든 값 할당을 배제(물리적으로 불가능)하는 방식으로 일련의 값에 중점을 둔다. 계의 관찰된 상태에 기인한다. 이는 "프레임워크"에 값을 부여하는 방식으로 수행되며 모든 값은 프레임워크에 따라 다르다.
관계적 양자 역학은 이 관점과 완벽하게 일치한다. 그러나 일관된 역사 접근 방식은 프레임워크 종속 값의 물리적 의미에 대한 완전한 설명을 제공하지 않는다(즉, 속성 값이 선택한 프레임워크에 따라 달라지는 경우 "사실"이 있을 수 있는 방법을 설명하지 않음). 관계형 관점을 이 접근법에 통합함으로써 문제가 해결된다. 관계적 양자 역학은 다양한 역사의 관찰자 독립적, 프레임워크 종속적 확률이 세계에 대한 관찰자 종속적 설명과 조화되는 수단을 제공한다.

## EPR 및 양자 비국소성

EPR 사고 실험은 전자로 수행되었다. 방사성 시료(가운데)는 스핀 측정을 수행할 수 있는 앨리스(왼쪽)와 밥(오른쪽)의 공간꼴로 분리된 두 관찰자에게 단일항 상태의 전자를 보낸다. 앨리스가 그녀의 전자에서 스핀 업을 측정하면 밥은 그의 전자에서 스핀 다운을 측정하고 그 반대도 마찬가지이다.

관계적 양자 역학은 EPR 역설에 대한 특이한 해설을 제공한다. 실제로 벨 부등식 실험에 포함된 정보의 초광속 전송이 없기 때문에 문제를 완전히 해결한다. 국소성의 원리는 모든 관찰자에게 침해되지 않는다.

### 문제
EPR 사고 실험에서 방사성 시료는 단일 상태에서 두 개의 전자를 생성한다. 즉, 두 전자의 스핀 합은 0이다. 이 전자는 두 명의 공간꼴로 분리된 관찰자 앨리스와 밥을 향하여 시각 {\displaystyle t_{1}}에 발사된다. 두 관찰자는 시각  {\displaystyle t_{2}}에 스핀 측정을 수행할 수 있다. 두 전자가 단일 항 상태라는 사실은 앨리스가 그녀의 전자에서 위z-스핀 을 측정하면 밥은 자신의 전자에서 아래 z-스핀을 측정하고 그 반대의 경우도 마찬가지라는 것을 의미한다. 상관관계는 완벽한다. 앨리스가 z축 회전을 측정하고 밥이 직교 y축 회전을 측정하면 상관 관계는 0이 된다. 중간 각도는 신중한 분석에서 각 입자가 관찰된 측정값을 생성할 명확하고 독립적인 확률을 갖는다는 생각과 일치하지 않는 방식으로 중간 상관 관계를 제공한다(상관 관계는 벨 부등식을 위반함).
다른 하나에 대한 하나의 측정의 미묘한 의존성은 측정이 동시에 이루어지고 멀리 떨어진 경우에도 유지되며, 이는 두 전자 사이에서 발생하는 초광속 통신의 외관을 제공한다. 간단히 말해서, 밥의 전자가 어떻게 앨리스가 자신의 전자에서 측정한 것을 "알" 수 있고 그에 따라 자신의 행동을 조정할 수 있는가?

### 관계적 해설
관계적 양자 역학에서 계가 해당 관찰자와 관련하여 명확하게 정의된 속성을 가지려면 계와 관찰자 간의 상호 작용이 필요하다. 두 측정 사건은 공간꼴로 분리된 곳에서 발생하기 때문에, 앨리스와 밥의 빛원뿔들의 교집합을 벗어나 있다. 실제로 두 전자의 스핀을 동시에 측정할 수 있는 관찰자는 없다.
관계적 양자 역학 분석의 핵심은 실험의 각 부분에서 얻은 결과가 해당 관찰자가 관련된 다른 관찰자와 상호 작용한 후에만 해당 관찰자에 대해 결정적이 된다는 점이다. 앨리스에 관한 한, 밥의 실험 쪽에서 얻은 특정 결과는 밥이 명확한 결과를 가지고 있음을 알지만 그녀에게는 불확실하다. 밥이 어떤 결과를 얻었는지 알아보기 위해 그녀는 미래 빛원뿔의 어떤 시각 {\displaystyle t_{3}}에 일반적인 고전 정보 채널을 통해 그와 상호 작용해야 한다.
그런 다음 문제는, 결과에서 예상되는 상관 관계가 나타날 것인지 여부 중 하나가 된다: 두 입자가 양자 역학의 법칙에 따라 동작하는가? 관찰자 {\displaystyle A} (앨리스)가 계 {\displaystyle \alpha }(앨리스의 입자)의 상태를 측정한다는 것을 {\displaystyle M_{A}(\alpha )}로 나타내자.
그래서, 시각 {\displaystyle t_{2}}에, 앨리스는 {\displaystyle M_{A}(\alpha )}의 값-자신에 상대적인 그녀의 입자의 스핀-을 안다: 그러나 입자가 단일 항 상태에 있기 때문에 그녀는
{\displaystyle M_{A}(\alpha )+M_{A}(\beta )=0}
임을 안다. 그래서 그녀가 그녀의 입자의 스핀을 {\displaystyle \sigma }로 측정한다면, 그녀는 밥의 입자({\displaystyle \beta })가 스핀 {\displaystyle -\sigma }을 가질 것이라고 예상할 수 있다. 이 모든 것은 표준적 양자 역학을 따르며, 여기엔 아직 "유령 같은 원격 작용"은 없다.
위에서 논의한 "결맞음-연산자"에서 앨리스는 다음과 같은 경우도 알고 있다. 만약 시각 {\displaystyle t_{3}}에서 그녀가 밥의 입자를 측정한 다음 밥을 측정(밥에게 결과가 무엇인지 묻기)한다면 – 또는 그 반대 – ,결과는 다음과 같이 일관될 것이다:
{\displaystyle M_{A}(B)=M_{A}(\beta )}
마지막으로 세 번째 관찰자(예를 들어 찰스)가 와서 앨리스, 밥, 그리고 그들의 입자 각각을 측정하면, 찰스 자신의 "결맞음-연산자"가
{\displaystyle M_{C}(A)=M_{C}(\alpha )}, {\displaystyle M_{C}(B)=M_{C}(\beta )}
을 요구 하기 때문에, 그는 모든 사람이 여전히 동의한다는 것을 알게 될 것이다. 입자가 단일 상태에 있다는 지식은 그에게
{\displaystyle M_{C}(\alpha )+M_{C}(\beta )=0}
임을 말한다. 따라서 계의 "절대 상태"라는 개념을 제거함으로써 관계 해석은 전통적인 국소 제약을 위반하지도 않고 초광속 정보 전송을 암시하지도 않는 EPR 역설의 분석을 허용한다.(모든 관찰자들이 편안한 아광속으로 움직인다고 가정 할 수 있으므로) 그리고 가장 중요한 것은 모든 관찰자의 결과가 기존의 양자 역학에서 예상한 결과와 완전히 일치한다는 것이다.
이 국소성에 대한 설명이 성공적인지 여부는 논쟁의 여지가 있다.

## 유도
이 해석의 유망한 특징은 관계적 양자 역학이 적은 수의 공리들 또는 실험적 관찰에 기반한 가정들에서 유도될 가능성을 제공한다는 것이다. 로벨리의 관계적 양자 역학 유도는 세 가지 기본 가정을 사용한다. 그러나 세 번째 공준을 더 약한 진술로 재구성하거나 아예 없애는 것이 가능할 수도 있다는 제안이 있다. 관계적 양자 역학의 유도는 상당 부분 양자 논리와 유사하다. 처음 두 가정은 전적으로 실험 결과에 의해 동기가 부여되며 세 번째 가정은 우리가 실험적으로 관찰한 것과 완벽하게 일치하지만, 다른 두 가정에서 양자 역학의 전체 힐베르트 공간 형식을 복구하는 수단으로 도입되었다. 두 가지 경험적 가정은 다음과 같다:
- 가정 1 : 양자 계에서 얻을 수 있는 관련 정보의 최대량이 있다.
- 가정 2 : 계에서 새로운 정보를 얻는 것은 항상 가능하다.

{\displaystyle W\left(S\right)}를 양자 계에서 "질문"할 수 있는 모든 가능한 질문 {\displaystyle Q_{i}}, {\displaystyle i\in W}들의 집합이라 하자. 우리는 실험적으로 다음 질문들 사이의 특정 관계들 {\displaystyle \land ,\lor ,\neg ,\supset ,\bot }를 찾을 수 있다. 각각 교집합, 직교 합, 직교 여집합, 부분 집합 및 직교성에 해당한다. 여기서 {\displaystyle Q_{1}\bot Q_{2}\equiv Q_{1}\supset \neg Q_{2}}.

### 구조
첫 번째 가정에서 {\displaystyle N}개의 서로 독립적인 질문들의 부분 집합 {\displaystyle Q_{c}^{(i)}}을 선택할 수 있다. 여기서 {\displaystyle N}은 최대 정보량에 포함된 비트 수이다. 우리는 그런 질문 {\displaystyle Q_{c}^{(i)}}을  완전한 질문이라고 한다. {\displaystyle Q_{c}^{(i)}}의 값은 "0"과 "1"의  {\displaystyle 2^{N}=k} 가지의 순열인 이진 값 숫자의 N-튜플 열로 표현할 수 있다. 또한 가능한 완전한 질문이 하나 이상 있을 것이다. 관계가 더 있다고 가정하면 {\displaystyle \land ,\lor }는 {\displaystyle Q_{i}}들 모두에 대해 정의된다. 그러면, {\displaystyle W\left(S\right)}는 직교 여원 격자이고 완전한 질문들의 집합의 모든 가능한 합집합은 {\displaystyle Q_{c}^{(i)}}들을 원자들로 부울 대수를 형성한다.
두 번째 가정은, {\displaystyle O_{1}}가 이미 계 {\displaystyle S}에 대한 완전한 정보(완전한 질문에 대한 답변)를 가지고 있을 때, 그 계의 관찰자 {\displaystyle O_{1}}가 추가 질문을 하는 경우에 해당한다. 여기서  {\displaystyle p\left(Q|Q_{c}^{(j)}\right)}라고 나타내는, 질문 {\displaystyle Q}에 "예"라고 대답할 확률은, 완전한 질문 {\displaystyle Q_{c}^{(j)}}을 따를 것이다. 만약에 {\displaystyle Q}가 {\displaystyle Q_{c}^{(j)}}에 대해 독립적이면, {\displaystyle p=0.5} 또는 {\displaystyle p=1}인 경우 {\displaystyle Q_{c}^{(j)}}에 의해 완전히 결정될 수 있다. 이들 중간에 해당하는 가능성의 범위도 있으며 이 경우는 아래에서 검토한다.
만약 {\displaystyle O_{1}}가 계에 묻고 싶다는 질문이 또 다른 완전한 질문 {\displaystyle Q_{b}^{(i)}}이먄, "예"라고 대답 할 확률 {\displaystyle p^{ij}=p\left(Q_{b}^{(i)}|Q_{c}^{(j)}\right)}에는 다음과 같은 조건이 있다:
1. {\displaystyle 0\leq p^{ij}\leq 1,\ }
2. {\displaystyle \sum _{i}p^{ij}=1,\ }
3. {\displaystyle \sum _{j}p^{ij}=1.\ }
위의 세 가지 제약 조건은 확률의 가장 기본적인 속성에서 영감을 얻었으며 다음과 같은 경우 충족된다.
{\displaystyle p^{ij}=\left|U^{ij}\right|^{2}} ,
여기서 {\displaystyle U^{ij}}은 유니타리 행렬이다.
- 가정 3 만약 {\displaystyle b}와 {\displaystyle c}가 두 개의 완전한 질문인 경우, 위에서 설명한 확률과 관련된 유니타리 행렬 {\displaystyle U_{bc}}은 모든 {\displaystyle b,c}, {\displaystyle d}에 대해 등식 {\displaystyle U_{cd}=U_{cb}U_{bd}}을 만족한다.

이 세 번째 가정은 완전한 질문 {\displaystyle |Q_{c}^{(i)}\rangle }을 설정하면 복소 힐베르트 공간의 다른 질문{\displaystyle |Q_{b}^{(j)}\rangle }을  기저 벡터들의 선형 결합으로 나타낼 수 있음을 함의한다:
{\displaystyle |Q_{b}^{(j)}\rangle =\sum _{i}U_{bc}^{ij}|Q_{c}^{(i)}\rangle .}
그리고 양자역학의 기존 확률 규칙은 두 개의 기저 벡터 집합이 위의 관계에 있으면 확률 {\displaystyle p^{ij}}이 다음과 같다고 말한다:
{\displaystyle p^{ij}=|\langle Q_{c}^{(i)}|Q_{b}^{(j)}\rangle |^{2}=|U_{bc}^{ij}|^{2}.}

### 역학
하이젠베르크 시간 진화 묘사는 관계적 양자 역학과 가장 쉽게 일치한다. 질문은 시간 매개변수 {\displaystyle t\rightarrow Q(t)}로 라벨이 지정될 수 있다. 동일한 연산자에 의해 지정되었지만 서로 다른 시간에 수행되는 경우 고유한 것으로 간주된다. 시간 진화는 이론에서 대칭이기 때문에(가정으로부터 이론을 정식으로 도출하는 데 필요한 부분을 형성함), 시간에 대한 모든 가능한 질문의 집합 {\displaystyle t_{2}} 시간에 가능한 모든 질문들의 집합과 동형이다. {\displaystyle t_{1}}. 그것은 양자 논리의 표준 인수에 의해 위의 유도로부터 직교 격자 {\displaystyle W(S)} 선형 부분 공간 사이의 관계에 해당하는 질문 사이의 관계와 함께 힐베르트 공간의 선형 부분 공간 집합의 구조를 갖는다.
따라서, 다음을 만족하는 유니타리 변환 {\displaystyle U\left(t_{2}-t_{1}\right)}이 있어야 한다:
{\displaystyle Q(t_{2})=U\left(t_{2}-t_{1}\right)Q(t_{1})U^{-1}\left(t_{2}-t_{1}\right)}
여기서, {\displaystyle H}는 힐베르트 공간의 자기 수반 연산자인 해밀토니안이고 유니터리 행렬은 아벨 군이다.
{\displaystyle U\left(t_{2}-t_{1}\right)=\exp({-i\left(t_{2}-t_{1}\right)H})}
여기서 {\displaystyle H}는 힐베르트 공간의 자기 수반 연산자인 해밀토니안이고 유니타리 행렬들은 아벨 군을 이룬다.

## 문제 및 토론
문제는 관계적 양자 역학이 객관적인 현실을 부정하는지, 아니면 주관적으로 알 수 있는 현실만 존재하는지 여부이다. 로벨리는 관계적 양자 역학이 전자의 질량 및 전하와 같은 일정하고 본질적인 특성이 아니라 물리적 계의 변수와 관련이 있다고 말함으로써 이 주장의 범위를 제한한다. 실제로 역학은 일반적으로 다양한 조건에서 물리적 계의 동작만 예측한다. 고전 역학에서 이 동작은 특정 자유도를 가진 페이즈 공간에서 수학적으로 표현된다. 양자 역학에서 이것은 상태 공간이며 수학적으로 다차원 복소 힐베르트 공간으로 표현되며 차원은 위의 변수에 해당한다. 그러나 도라토는 질량과 전하를 포함한 물리적 계의 모든 고유 속성은 관찰자와 물리적 계 사이의 주관적인 상호 작용에서만 알 수 있다고 주장한다. 이것의 숨겨진 생각은, 내재된 속성이 본질적으로 양자 역학적인 속성이라는 것이다.

## 같이 보기
- 결맞음
- 양자역학의 측정
- 측정 문제
- 양자 결풀림
- 양자 얽힘
- 양자 정보 이론
- 슈뢰딩거의 고양이

## 참조
- Bitbol, M.: "An analysis of the Einstein–Podolsky–Rosen correlations in terms of events"; Physics Letters 96A, 1983: 66–70.
- Crane, L.: "Clock and Category: Is Quantum Gravity Algebraic?";  Journal of Mathematical Physics 36; 1993: 6180–6193; arXiv:gr-qc/9504038.
- 에버렛 3세, H.: "The Theory of the Universal Wavefunction"; Princeton University Doctoral Dissertation; in DeWitt, B.S. & Graham, R.N. (eds.): "The Many-Worlds Interpretation of Quantum Mechanics"; Princeton University Press; 1973.
- Finkelstein, D.R.: "Quantum Relativity: A Synthesis of the Ideas of Einstein and Heisenberg"; Springer-Verlag; 1996.
- Floridi, L.: "Informational Realism"; Computers and Philosophy 2003 - Selected Papers from the Computer and Philosophy conference (CAP 2003), Conferences in Research and Practice in Information Technology, '37', 2004, edited by J. Weckert. and Y. Al-Saggaf, ACS, pp. 7–12. .
- Laudisa, F.: "The EPR Argument in a Relational Interpretation of Quantum Mechanics"; Foundations of Physics Letters, 14 (2); 2001: pp. 119–132; arXiv:quant-ph/0011016.
- Laudisa, F. & 로벨리, C.: "Relational Quantum Mechanics"; The Stanford Encyclopedia of Philosophy (Fall 2005 Edition), Edward N. Zalta (ed.); online article.
- Pienaar, L.: "Comment on 'The Notion of Locality in Relational Quantum Mechanics'"; Foundations of Physics 49 2019; 1404–1414; arXiv:1807.06457.
- 로벨리, C.: Helgoland; Adelphi; 2020; English translation 2021 Helgoland: Making Sense of the Quantum Revolution.
- 로벨리, C. & Smerlak, M.: "Relational EPR"; Preprint: arXiv:quant-ph/0604064.
- 로벨리, C.: "Relational Quantum Mechanics"; International Journal of Theoretical Physics 35; 1996: 1637-1678; arXiv:quant-ph/9609002.
- 스몰린, L.: "The Bekenstein Bound, Topological Quantum Field Theory and Pluralistic Quantum Field Theory"; Preprint: arXiv:gr-qc/9508064.
- 휠러, J. A.: "Information, physics, quantum: The search for links"; in Zurek,W., ed.: "Complexity, Entropy and the Physics of Information"; pp. 3–28; Addison-Wesley; 1990.